# Mszywioły
Mszywioły (Bryozoa) – typ wodnych, głównie morskich, kolonijnych zwierząt bezkręgowych o najwyższym – wśród wtórnojamowców – stopniu organizacji kolonii, zwanej zoarium. Pojedyncze osobniki, nazywane zooidami, mają w części głowowej aparat czułkowy zwany lofoforem. Zewnętrznie są podobne do polipów stułbiopławów.
Typ obejmuje około 5 tys. gatunków żyjących współcześnie i prawie cztery razy tyle wymarłych. Polska nazwa wywodzi się od "mchu", ponieważ kolonie mszywiołów porastają podwodne przedmioty niczym mchy na lądzie. Przeważnie żyją w morzach, niektóre w wodach słodkich. Większość prowadzi osiadły tryb życia. Niektóre (np. Cristatella) przemieszczają się z prędkością do 3 cm dziennie. Tylko wyjątkowo spotykane są pojedyncze zooidy
Pojedyncze osobniki (zooidy) są drobne, dobrze widzialne tylko pod mikroskopem. Ich ciało składa się z ruchomego odcinka głowowego (polypid) zaopatrzonego w lofofor oraz nieruchomego odcinka dolnego (cystid). Ciało okryte jest pochewką (zooecjum) galaretowatą, błoniastą lub zwapniałą. Dokoła otworu gębowego znajdują się liczne orzęsione czułki, osadzone okółkiem na brzegu tarczy okrągłej lub w kształcie podkowy. Nie mają układu krwionośnego ani wydalniczego. Żywią się planktonem, który napędzają do otworu gębowego za pomocą ramion. Rozmnażają się płciowo oraz przez pączkowanie. U morskich mszywiołów występuje rozwój złożony, a u słodkowodnych – prosty.
Kolonie (zoaria) osiągają do 90 cm wysokości i do 2 m długości – mogą zawierać do kilkuset tysięcy osobników. 
Najstarsze znane zwierzęta, które niewątpliwie można zaliczyć do mszywiołów żyły w ordowiku (wczesny tremadok). W 2010 r. na podstawie skamieniałości odkrytych w utworach górnego kambru Meksyku opisany został gatunek Pywackia baileyi, sklasyfikowany przez autorów jego opisu jako najstarszy znany mszywioł. Interpretację tę podważyli Taylor, Berning i Wilson (2013), w których ocenie bardziej prawdopodobne jest, że P. baileyi był koralowcem ośmiopromiennym; w ocenie Landinga i współpracowników (2015) P. baileyi nie ma jednak cech budowy, które uzasadniałyby zaliczenie go do koralowców i najprawdopodobniej jest mszywiołem spokrewnionym ze szczupnicami. 
Mszywioły dzieli się na trzy gromady:
- Gymnolaemata – krążelnice
- Phylactolaemata – podkówczaki
- Stenolaemata – szczupnice

W Polsce stwierdzono 12 gatunków występujących w wodach słodkich i słonawych.
Pierwszą pracą w Polsce skupiającą się nad bryozoami była publikacja autorstwa Józefa Premika (w dysertacji doktorskiej pt. Studia nad bryozoami sylurskimi Podola, w której jako pierwszy w Polsce zilustrował 39 gatunków mszywiołów).